# František Ladislav Fořt
František Ladislav Fořt (20. listopadu 1910 Moravská Ostrava – ?) byl zpravodajský důstojník Československé armády, účastník protinacistického odboje v období druhé světové války a politický vězeň komunistického režimu v Československu.

## Život

### Před druhou světovou válkou
František Ladislav Fořt se narodil 20. listopadu 1910 v Moravské Ostravě v rodině Františka Fořta a Marie rozené Glassové. Mezi lety 1922 a 1929 studoval na reálném gymnáziu v Ostravě, poté zkoušel studium na Vysoké škole obchodní v Praze, ale po pěti semestrech studium ukončil. Odveden k armádě byl v roce 1932, prezenční službu nastoupil v roce 1934 a vykonával jí v Levoči. Mezi srpnem a prosincem 1938 byl mobilizován.

### Druhá světová válka
Po německé okupaci vstoupil František Ladislav Fořt do protinacistického odboje. Zapojil se do činnosti Obrany národa, společně s Františkem Klvaňou prováděl přípravy na přísun zbraní pro případné protiněmecké povstání z Polska a spolupracoval při budování informačních kanálů československé zpravodajské služby mezi územím protektorátu a Polska. Spolupracoval též na přípravách diverzních akcí pro případ vypuknutí německo-polského konfliktu. Jeho úkolem bylo doručit tyto plány polskému velení. Dne 5. září přešel přes Lupkovský průsmyk do Polska, poté na žádost Poláků působil na zpravodajském oddělení štábu u Přemyšlu, kde se podílel na výsleších německých zajatců. Po pádu Polska přešel s několika tamními důstojníky do Rumunska. Zde se přihlásil u plk. Heliodora Píky, následně se přesunul na velitelství československých jednotek ve francouzském Agde. Po porážce Francie přeplul v červenci 1940 do Velké Británie, kde se stal příslušníkem 1. československé samostatné brigády. V září 1943 byl ustanoven do funkce zpravodajského důstojníka motorizovaného předzvědného oddílu. Společně s Československou samostatnou obrněnou brigádou byl v roce 1944 přesunut do Francie, kde jako zpravodajský důstojník působil až do konce druhé světové války. Dosáhl hodnosti kapitána, z armády byl propuštěn k 1. září 1945.

### Po druhé světové válce
Po opuštění armády pracoval František Ladislav Fořt jako úředník generálního ředitelství Československých hutí v Praze. Dne 8. září 1948 vedl čestnou stráž při posledním rozloučení se zesnulým prezidentem Edvardem Benešem. Dne 2. dubna 1949 byl na základě vykonstruovaných obvinění zatčen a dne 30. června téhož roku odsouzen ke dvanácti letům těžkého žaláře.

## Rodina
Manželkou Františka Ladislava Fořta byla Anděla Fořtová. Manželům se v roce 1941 narodila dcera Eva Marie.

## Vyznamenání
- Československý válečný kříž 1939